# Quản lý bờ biển
Quản lý bờ biển là phòng chống lũ lụt và xói mòn và một số biện pháp kĩ kỹ thuật để ngăn chặn xói mòn để giữ đất.
Các vùng ven biển chiếm dưới 15% diện tích đất của Trái đất nhưng lại chiếm hơn 40% dân số thế giới. Gần 1,2 tỷ người sống trong phạm vi 100 km bờ biển và 100 m so với mực nước biển, mật độ trung bình gần gấp 3 lần so với mức trung bình toàn cầu của dân số. Với 3/4 dân số thế giới dự kiến sẽ sinh sống tại khu vực ven biển vào năm 2025, các hoạt động của con người bắt nguồn từ vùng đất nhỏ này sẽ gây ra áp lực nặng nề lên bờ biển. Khu vực ven biển có nguồn tài nguyên phong phú để sản xuất hàng hoá và dịch vụ và là nơi sinh sống của người dân và hầu hết các hoạt động thương mại và công nghiệp.
Tại Liên minh Châu Âu, gần một nửa dân số sinh sống trong khu vực cách biển từ 50 km trở xuống và các nguồn tài nguyên ven biển tạo nên sự giàu có về kinh tế của Liên minh châu Âu. Các ngành đánh bắt, vận tải và du lịch tất cả đều cạnh tranh khu vực dọc theo bờ biển và vùng duyên hải hơn 89.000 km gây ảnh hưởng đến nơi cư trú của một số sinh vật sống ven biển.

## Lịch sử
Các bến cảng được xây dựng có nguồn gốc từ các cuộc buôn bán giao thông bằng đường biển được hình thành cách đây 3500 năm trước công nguyên. Trong thời gian này, các bến cảng, đê chắn sóng và các các công trình liên quan đến cảng biển được xây dựng thủ công với quy mô nhỏ.
Ngày nay, các công trình bến cảng cổ đại vẫn còn được tìm thấy nhưng hầu hết các công trình bến cảng cổ xưa đều biến mất sau sự sụp đổ của Đế Chế La Mã Phương Tây.
Hầu hết các nỗ lực bảo vệ bờ biển đều hướng đến cấu trúc cảng. Venice và đầm phá của nó là một ví dụ về các biện pháp không liên quan đến cảng. Bảo vệ bờ biển ở Ý, Anh và Hà Lan bắt đầu từ thế kỷ thứ 6. Người xưa đã hiểu được các hiện tượng như dòng hải lưu Địa Trung Hải và các mô hình gió và những nguyên nhân gây ra làn sóng gió.
Người La Mã phát minh ra nhiều đổi mới trong thiết kế bến cảng. Họ xây dựng các bức tường dưới nước và xây dựng các đê chắn sóng cứng. Trong một số trường hợp phản xạ sóng đã được sử dụng để ngăn chặn. Họ đã sử dụng đê chắn sóng bề mặt chiều cao để đi sóng trước khi đến đê chắn sóng chính. Họ là những người nạo vét đầu tiên ở Hà Lan để duy trì bến cảng ở Velsen. Vấn đề cọ xát đã được giải quyết khi các bệ vững chắc được niêm phong đã được niêm phong đã được thay thế bằng những bến cảng mới mở.

### Thời kì trung cổ
Các cuộc chiến tranh trên biển khiến nhiều thị trấn ven biển và bến cảng bị bỏ hoang. Vùng Venetian Lagoon là một trong số ít các khu vực ven biển đông dân phát triển thịnh vượng và liên tục, nơi được ghi nhận cho thấy sự tiến triển của các công trình bảo vệ bờ biển.

### Thời hiện đại
Cải tiến nhỏ đã diễn ra ngoài cách tiếp cận La Mã để xây dựng bến cảng sau thời kỳ Phục Hưng. Vào đầu thế kỷ 19, sự xuất hiện của động cơ hơi nước, việc tìm kiếm các vùng đất và tuyến thương mại mới, mở rộng đế chế Anh qua các thuộc địa và các ảnh hưởng khác, tất cả đều góp phần vào việc khôi phục lại thương mại biển và sự quan tâm mới Công trình cảng.

### Thế kỉ XX
Trước những năm 1950, thực tiễn chung là sử dụng các công trình kiên cố để bảo vệ chống xói mòn bờ biển hoặc thiệt hại do bão. Các công trình này bao gồm các đê chắn sóng và vách đá hoặc các công trình bẫy cát như rìa. Trong những năm 1920 -1 930, lợi ích cộng đồng, cá nhân hoặc địa phương đã bảo vệ nhiều khu vực ven biển sử dụng các kỹ thuật này một cách đặc biệt. Ở một số khu nghỉ dưỡng, các công trình đã tăng lên đến mức độ bảo vệ đã cản trở việc sử dụng vào mục đích giải trí. Xói mòn tiếp tục, nhưng các cấu trúc vẫn còn, dẫn đến một mất mát của khu vực bãi biển. Sự điên cuồng và chi phí của các công trình này đã dẫn đến những năm cuối của thập kỷ 1940 và đầu những năm 1950, với cách tiếp cận năng động hơn. Các dự án cố gắng nhân rộng các đặc tính bảo vệ của hệ thống bãi biển tự nhiên và cồn cát. Việc sử dụng kết hợp các bãi biển nhân tạo và các mỏ đá ổn định như là một phương pháp tiếp cận kỹ thuật về mặt kinh tế đã trở nên thân thiện với môi trường hơn. Hiểu biết hạn chế các quá trình vận chuyển bùn cát ven biển thường dẫn đến các biện pháp giảm thiểu xói lở bờ biển không thích hợp. Trong nhiều trường hợp, các biện pháp đã làm việc tại địa phương, nhưng làm trầm trọng thêm các vấn đề ở các địa điểm khác - cách xa hàng chục cây số - hoặc gây ra các vấn đề môi trường khác.

## Một số phương pháp quy hoạch đới bờ biển

Năm chiến lược quản lý bờ biển thông thường

5 phương pháp chiến lược để bảo vệ bờ biển:
- Loại bỏ
- Quy hoạch tái định cư hoặc sắp xếp lại, có kế hoạch tái định cư và thông qua các giải pháp kỹ thuật phù hợp với các quá trình điều chỉnh tự nhiên
- Xây dựng tường chắn sóng biển và các công trình có kết cấu cứng.
- Xây dựng hệ thống bảo vệ bờ biển bằng các yếu tố tự nhiên trong khu vực
- Limited intervention

Việc lựa chọn chiến lược là cụ thể theo từng khu vực, tùy thuộc vào mô hình thay đổi mực nước biển, thiết lập địa mạo, sự sẵn có của trầm tích và xói mòn, cũng như các yếu tố xã hội, kinh tế và chính trị.
Ngoài ra, cách tiếp cận quản lý tổng hợp vùng bờ có thể được sử dụng để ngăn ngừa sự phát triển trong các khu vực dễ bị xói mòn hoặc ngập lụt, giảm sự cần thiết phải giải quyết những thay đổi. Quản lý tăng trưởng có thể là một thách thức đối với chính quyền địa phương, những người phải cung cấp cơ sở hạ tầng theo yêu cầu của cư dân mới.

### Quản lý lại
Trong bối cảnh xói mòn bờ biển, quản lý lại cho phép một khu vực mà trước đây không bị phơi ra ngoài biển để bị tràn ngập bởi việc loại bỏ bảo vệ bờ biển. Quá trình này thường xảy ra ở các khu vực cửa sông thấp và hầu như luôn luôn liên quan đến việc ngập lụt đất đai đã bị khai thác ở một số điểm trong quá khứ.
Tại Anh, quản lý rút lui thường là một phản ứng đối với mực nước biển dâng tăng lên do sự sụt lún của đất tại địa phương do sự hồi phục đường đẳng sau băng ở phía bắc.

### Giữ đường bờ
Giữ đường bờ thường liên quan đến các kỹ thuật làm cứng bờ biển, ví dụ sử dụng các cấu kiện bê tông và đá vĩnh cửu. Những kỹ thuật này - rào chắn biển, rìa, các đê chắn sóng tách rời, và vách đá - đại diện cho hơn 70% bờ biển được bảo vệ ở Châu Âu.
Ngoài ra, kỹ thuật mềm kỹ thuật hỗ trợ quá trình tự nhiên và dựa vào các yếu tố tự nhiên như cồn cát và thực vật có thể ngăn chặn lực lượng ăn mòn từ phía sau bờ. Những kỹ thuật này bao gồm nuôi dưỡng bãi biển và ổn định cồn cát.
Các chiến lược lịch sử ở vùng duyên hải chủ yếu tập trung vào các cấu trúc tĩnh, trong khi các vùng ven biển phản ánh sự cân bằng năng động [7]. Việc đè bẹp thường có hậu quả không mong muốn của việc chuyển vấn đề sang một phần khác của bờ biển. Những lựa chọn mềm mại như dinh dưỡng bãi biển bảo vệ đường bờ biển và giúp khôi phục tính năng động tự nhiên, mặc dù chúng cần các ứng dụng lặp lại. Chi phí bảo trì cuối cùng có thể yêu cầu thay đổi chiến lược.

### Dịch chuyển cồn cát
Trong một số trường hợp, một chiến lược về biển có thể được thông qua. Các ví dụ từ sự ăn mòn bao gồm: Vịnh Koge (Dk), cửa sông Scheldt ở phía Tây (Ni), Chatelaillon (Fr) và Ebro delta (Sp). [3]
Có một nhược điểm rõ ràng cho chiến lược này. Xói mòn bờ biển đã được phổ biến rộng rãi, và có nhiều bờ biển, nơi thủy triều đặc biệt hoặc bão dâng dẫn đến sự xâm lấn bờ, gây ảnh hưởng đến hoạt động của con người. Nếu biển tăng, nhiều bờ biển được phát triển với cơ sở hạ tầng dọc theo hoặc gần bờ biển sẽ không thể để ăn mòn. Họ sẽ trải nghiệm cái gọi là "siết bờ biển", theo đó các vùng sinh thái hoặc địa mạo thông thường sẽ rút lui khỏi đất liền gặp những cấu trúc vững chắc và không thể di chuyển nữa. Các vùng đất ngập nước, đầm lầy muối, rừng ngập mặn và vùng đất ngập nước ngọt liền kề là đặc biệt dễ bị ảnh hưởng bởi sự siết chặt như vậy.
Một lợi ích nữa của chiến lược này là di chuyển ra biển (trở lên) có thể tạo ra những vùng đất có giá trị cao có thể mang lại đầu tư.

### Sử dụng yếu tố tự nhiên (Limited intervention)
Sự can thiệp hạn chế là một hành động mà theo đó ban quản lý chỉ giải quyết vấn đề ở một mức độ nhất định, thường là ở các khu vực có ý nghĩa kinh tế thấp. Sự can thiệp hạn chế thường bao gồm sự kế thừa các halogen, bao gồm đầm lầy muối và cồn cát. Điều này thường dẫn đến việc bảo vệ vùng đất phía sau hòn đảo, vì năng lượng sóng tiêu tan trong suốt trầm tích tích tụ và thảm thực vật bổ sung trong môi trường sống mới. Mặc dù halosere không phải là con người-thực hiện nghiêm túc, vì nhiều quá trình tự nhiên đóng góp cho sự kế thừa, yếu tố con người chịu trách nhiệm một phần cho sự hình thành, vì một yếu tố ban đầu là cần thiết để giúp bắt đầu quá trình kế.

## Kỹ thuật xây dựng

### Phương pháp xây dựng cứng

#### Đê biển
Đê biển là rào cản hoặc tường vuông góc với bờ biển, thường được làm bằng bê tông, đá hoặc gỗ. Vật liệu được xây dựng trên phần hạ lưu, nơi mà sự dao động bờ biển chủ yếu theo một hướng, tạo ra bãi biển rộng và dồi dào hơn, do đó bảo vệ bờ biển vì các bộ lọc cát và hấp thụ năng lượng sóng. Tuy nhiên, có một sự mất mát tương ứng của bãi biển vật liệu ở phía bên phải, đòi hỏi một đê biển ở đó. Đê biển không bảo vệ bãi biển chống lại các đợt sóng gây ra bởi bão và nếu đặt quá gần nhau tạo ra dòng chảy mang vật liệu ngoài khơi. Đê biển mang lại hiệu quả về chi phí, đòi hỏi ít bảo trì và là một trong những biện pháp phòng chống bờ biển phổ biến nhất. Tuy nhiên, các mỏ than ngày càng được coi là gây bất lợi cho thẩm mỹ của bờ biển và đối mặt với sự phản đối ở nhiều cộng đồng ven biển. Đê biển có thể được coi là một giải pháp "mềm" vì việc tăng cường bãi biển. Xây dựng đê biển tạo ra một vấn đề được gọi là Hội chứng đê biển đầu cuối. Cáp đầu cuối ngăn không cho sự trôi dạt ngoài khơi từ việc đưa vật liệu đến những nơi khác gần đó. Đây là một vấn đề dọc theo bờ biển Hampshire và Sussex ở Anh; Ví dụ tại Worthing.

#### Tường chắn sóng biển
Tường làm bằng bê tông hoặc đá, được sử dụng để bảo vệ một giải quyết chống xói mòn hoặc lũ lụt. Chúng thường cao khoảng 3-5 mét (10-16 ft). Các sườn đồi dọc theo kiểu cũ phản xạ hết năng lượng của sóng trôi ra biển, và vì mục đích này thường có những vách đá bị phá vỡ làm tăng sự hỗn loạn địa phương, và do đó làm tăng lượng cát và trầm tích. 
Hiện đại  nhằm tái định hướng hầu hết các sự cố năng lượng trong các hình thức dốc cạnh, kết quả là thấp phản ánh sóng và turbulence giảm rất nhiều. Thiết kế sử dụng thiết kế xốp của đá, áo giáp bê tông (Seabees, SHEDs, Xblocs)
Vị trí của vách biển, phải xem xét lăng kính quét của đường bờ biển, hậu quả của sự suy thoái bãi biển lâu dài và mức độ đỉnh cao tiện nghi, bao gồm cả những ý nghĩa về chi phí.
Tường biển có thể khiến bãi biển tan rã. Sự có mặt của họ cũng thay đổi cảnh quan mà họ đang cố gắng để bảo vệ.
Các ví dụ hiện đại có thể được tìm thấy tại Cronulla (NSW, 1985-6), [9] Blackpool (1986-2001), Lincolnshire (1992-1997) và Wallasey (1983-1993) [12]. Tại Sandwich, Kent, bãi biển Seabee được chôn ở phía sau bãi biển dưới gạch đá vôi với cấp độ đỉnh ở mức đường lề đường.
Các bức tường biển thường tốn 10.000 bảng Anh một mét (tùy thuộc vào vật liệu, chiều cao và chiều rộng), 10.000.000 bảng Anh cho mỗi km (phụ thuộc vào vật liệu, chiều cao và chiều rộng)